# Paul Ruff
Pour les articles homonymes, voir Ruff.
Paul Ruff, né le 7 janvier 1913 à Sidi Bel Abbès et mort le 16 octobre 2000 à Maisons-Laffitte, est un résistant, mathématicien et syndicaliste français.

## Biographie

### Familiale
Son arrière grand père, Léopold Ruff naît à Fegersheim en 1805, y meurt en 1849, après avoir eu deux fils, nés le 10 septembre 1832 et le 3 mars 1838... auxquels il donne le même prénom, Michel. L'aîné va s'établir en Algérie sous le Second Empire, où son cadet le rejoint, quittant l'Alsace-Moselle après la défaite dans la guerre franco-prussienne de 1870.
Tous deux épousent des institutrices à Alger, le premier en 1859, le second en 1875. Ce dernier y tient la librairie Michel Ruff, connue pour réunir des cercles cultivés jusqu'en 1912, avant de disparaître en 1915. Marié en 1875 à Buna Dreyfus, une institutrice qui sera directrice d'école de filles, ils ont plusieurs enfants.
L'aîné de leurs fils,  Pierre, Jules Ruff né en 1877, rompt avec la famille et part à Paris en 1900; le quatrième, Ernest et le troisième frère, Paul-Charles Ruff, plus connu sous le nom de Charles Lussy partent aussi vers la métropole en 1911. Le second des frères, Maurice , Inspecteur du service de la protection des cultures au Gouvernement général de l'Algérie, épouse Reine Sultana Amar, à Sidi Bel Abbès où l'aîné de leurs deux enfants, Paul, naît en 1913.
Le premier petit-fils de Michel n°2, est le fils aîné de Maurice, va s'appeler Paul (comme le cousin professeur disparu prématurément en 1901, géographe et historien réputé, fils de son oncle Michel n°1)  et son arrière petite fille s'appellera Michèle.

Dans ces détails de généalogie familiale apparaissent la constance d'un attachement à l'instruction publique, à la connaissance, aux libertés républicaines qui vont soutenir aussi activement le parcours de Paul Ruff.
 Il grandit dans le milieu juif cultivé d'Alger, et après des études secondaires au Lycée de garçons d'Alger, il prépare à  Louis-le-Grand à Paris son entrée à l'École Normale Supérieure rue d'Ulm, où il est admis dans la  promotion 1934. Anna Berensztejn, encore lycéenne, partie audacieusement porter secours aux dissidents républicains espagnols en 1938, va avoir besoin de rattraper les cours de mathématiques donnés en son absence. Paul se propose à les lui donner, leur relation ne s'arrête pas là, et ils se marient à la veille de sa mobilisation en 1939.

### Parcours d'un combattant
Sous-lieutenant, officier de tir d'une batterie de DCA, le 64e groupe du 402e RADCA qui abat les premiers avions nazis de la guerre, après la bataille de l'Ailette son unité se replie en bon ordre, abattant encore des avions  sur la Loire pendant la débâcle de 1940.
Démobilisé à Meyssac en Corrèze le 6 août 1940, il parvient à retrouver sa jeune femme repliée en Haute Vienne, et apprend que leur premier enfant né le 23 avril 1940 n'a pas survécu aux fatigues et aux privations de l'exode. Il va à Vichy au ministère de l'Education nationale replié, pour obtenir un poste à Alger, elle va en Ariège au camp du Vernet  voir son père interné depuis 1939, et se retrouvent pour embarquer à Port-Vendres et arrivent enfin le 2 septembre à Alger, ville où résident toujours ses parents, et pensée être le lieu de repli pour un possible retour victorieux ultérieur.

### Résistant
Nommé le 4 septembre, il est suspendu de son enseignement le 18 novembre 1940, «interdit d'accès et d'exercice des fonctions publiques» aux termes de la loi du 3 octobre 1940 «portant statut des juifs», sans être déchu de la nationalité française par l'abrogation du décret Crémieux, n'en étant pas un des bénéficiaires ramenés alors au "statut d'israélite indigène soumis à la loi française" par le gouvernement de Vichy.
 En 1942 à Alger, l'armée française compte plus de 12 000 hommes avec son état-major, et en novembre, le plus haut représentant du maréchal Pétain, l'amiral Darlan s'y trouve en visite privée.
Ayant rejoint un groupe de résistants, avec le capitaine Bouin, chargé de la démobilisation des prisonniers et évadés, et en liaison avec Jean Athias, jeune étudiant, Me Maurice Ayoun, avocat et le DrAndré Morali Daninos, il s'active au recrutement des résistants.
Avec le soutien actif de ses parents et de sa femme, le 6 novembre 1942, il fait partie des principaux chefs de groupes,qui se rencontrent pour la première fois, au 26 de la rue Michelet à Alger, chez le Pr Henri Aboulker, qui est le Quartier Général de la conjuration.
 Cette insurrection est fomentée par des patriotes de tendance les plus diverses, très cloisonnée en petits groupes (où se trouvent, en désordre, le capitaine Alfred Pillafort, Henri d'Astier de la Vigerie, Jacques Lemaigre Dubreuil, Jean Rigault, Jacques Tarbé de Saint-Hardouin, l'abbé Cordier, Alphonse Van Hecke,  Roger Carcassonne-Leduc, le Pr Henri Aboulker, son fils José Aboulker, Bernard Karsenty, le Dr Raphaël Aboulker, Stéphane Aboulker, Emile Atlan, Charles Bouchara, André Témime, le Dr André Morali Daninos, le commissaire André Achiary, le  général Charles Mast, le  colonel Jousse, le colonel Louis Baril) afin d'aider à la réussite du débarquement anglo-américain en Afrique du Nord, suivant les accords secrets de Messelmoun passés avec le  général Mark W. Clark. Dans le cadre de cette Opération Torch, leur intervention prévue consiste à neutraliser les forces armées et l’administration fidèles au régime de Vichy, en paralysant temporairement toute l’organisation de la défense militaire et des pouvoirs civils en Algérie, en arrêtant ses dirigeants et en interrompant les communications locales et avec l’extérieur, suivant une stratégie mise au point par le lieutenant-colonel Jousse, major de place à Alger, utilisant en le détournant, le plan « M.O. », plan de maintien de l’ordre en cas d’alerte précédemment élaboré pour confier au Service d’Ordre Légionnaire, les pouvoirs en urgence.
Douze groupes sont formés. Le groupe D, animé par Paul Ruff qui en sera reconnu «le grand patron» par son adjoint Hugues Fanfani, compte des responsables sûrs, Bernard Amiot, Yves Dechezelles, le Dr Stacha (Stanislas) Cviklinski, Laurent Preziosi, le Dr Becache et Michel et Léon Brudno. Le 7, Amiot, leur agent de liaison, joint par Dechezelles, prévient les autres membres du groupe, de se rendre immédiatement à Alger où ils se retrouvent dans les deux heures suivantes chez celui-ci, pour apprendre la date du débarquement des troupes alliées sur les côtes d’Afrique du Nord, pour la nuit à venir. Les frères Brudno, Laurent Preziosi et trois autres du groupe vont les pourvoir dans l'après-midi du 7, de 200 cartouches d’explosifs dérobées au chantier du grand collecteur, rapidement montées à la façon des dinamiteros espagnols, pour suppléer à l’insuffisance de leur armement.
 Paul Ruff  convoqué pour interrogatoire le jour même par les vichystes suspicieux ne dira rien et sera relâché, mais les délais sont brefs  et les moyens aléatoires pour joindre les 55 participants prévus, souvent circonspects ou pusillanimes. Les défections nombreuses vont les réduire à 19, ainsi que nombre de leurs actions, faute d’effectifs, comme la prise du commissariat du 7e arrondissement, qui devait être leur PC, la mise hors circuit du Foyer civique du Service d’Ordre Légionnaire avec la prise du Fort de Kouba ou la libération des prisonniers de la prison civile de Maison Carrée, propre à fournir des recrues.
Réglementairement munis de vrais-faux ordres de mission et de brassards « VP » des exécutants de ce plan, leur groupe réussit à s'emparer du Central téléphonique interurbain du Champ-de-manœuvre, proche des bâtiments du Service d'Ordre Légionnaire d'Alger, et à couper toutes les communications civiles locales et interurbaines. Avec force menaces, sans verser de sang, tout le personnel présent finit par être sous la garde des insurgés.
  Par la suite, l’accostage de deux destroyers anglais venus s’emparer du port en débarquant à quai 300 rangers est pris sous la canonnade de l’Amirauté et de la gendarmerie maritime. En voyant depuis le central téléphonique proche, la mise en batterie sur le toit de l’Arsenal d’une mitrailleuse destinée à repousser les alliés, avec l’autorisation du commissariat central, leur tir au fusil fera disparaître un des servants, mettant fin à l’installation de cette mitrailleuse.
Facilitant aussi les communications des différents groupes entre eux, son action contribuera à assurer l'efficacité du "putsch", ainsi nommé par la suite, pendant l'Opération Torch, et à son succès rapide avec la prise du pouvoir par les Alliés, avec des pertes humaines et des combats très réduits à Alger, comparativement aux autres sites du débarquement au Maroc à Casablanca, Safi et Port Lyautey, en Algérie à Oran, où les actions des résistants avaient été déjouées.

Ils tiendront le central de Belcourt malgré l’arrivée d’automitrailleuses, jusqu’à 12h 15 le 8 novembre. Le central Mogador était déjà repris et en fonctionnement. Décrochant sur ordre et en ordre, ils partent  les uns après les autres, sans éveiller l’attention par une porte de service, n’emportant que leurs armes personnelles en laissant en place la dynamite et les fusils, alors que les troupes américaines du général Ryder sont déjà dans Alger.
Ils auront été donc en tout moins de 400, juifs pour la plupart, jeunes et plus ou moins bien armés, dans les différents groupes qui se sont retrouvés la veille du 8 novembre 1942, à passer à l'action dans cette insurrection complotée pour neutraliser temporairement la riposte vichyste d'Alger, une aide décisive à la réussite rapide du  débarquement anglo-américain en Afrique du Nord, conformément à l'entrevue secrète de Cherchell, qui va réussir au-delà de leurs attentes, et qui sera défini dès le 10 novembre 1942 par  Churchill dans un discours historique à Londres :  Ce n'est pas la fin. Ce n'est pas même le commencement de la fin. Mais c'est, peut-être, la fin du commencement., nommée sans délai The turn of the tide et sera qualifiée  plus tard de bissectrice de la guerre.
La réussite de l'action des résistants assurant la victoire rapide du débarquement des Alliés en Afrique du Nord face aux pouvoirs civil et militaire à Alger, ouvre alors pour ces partisans d’un ralliement à De Gaulle, contrairement à leurs attentes, une période de proscription, de réclusion et d’exclusion, car bien que sous la tutelle des Américains, le Haut-commissariat de France en Afrique, nouveau pouvoir civil et militaire français en place à Alger dirigé par Darlan, maintient dans ses fonctions la plus grande partie de l’administration vichyste, de ses dirigeants et de leur idéologie.

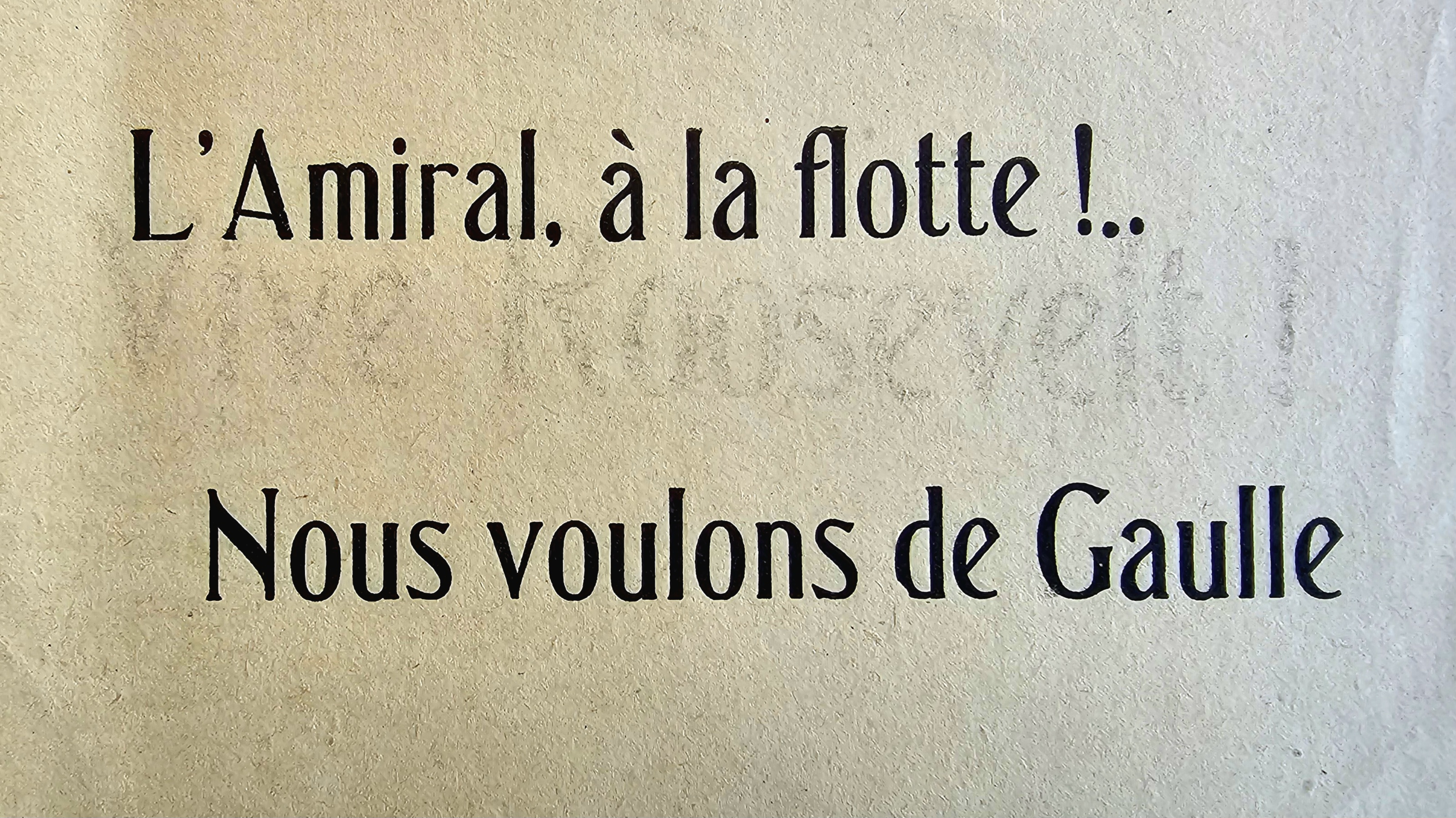
Écrit par Dechezelles, Fanfani et Préziosi, contre l'Amiral Darlan, et jeté sur le défilé militaire à Alger fin novembre 1942

 Dès le 23 novembre les arrestations de résistants du 8 novembre se multiplient, et alors qu'il continue à coller avec Yves et Myriam Dechezelles, Hugues Fanfani, les frères Brudno, Stacha Cviklinski, Bernard Amiot et Laurent Preziosi des papillons comme affiches, il est arrêté le 26 novembre dans la nuit et détenu au secret à la Prison militaire d'Alger, caserne Pélissier. Et ce sont les derniers membres de son groupe ayant échappé à l'arrestation, dont Amiot et Fanfani qui lancent des terrasses les papillons "L'Amiral à la flotte! Nous voulons De Gaulle" et Vive Roosevelt !" sur le défilé militaire allié le 2 décembre dans la rue d'Isly à Alger. Émile Atlan, Charles Bouchara, et Roger Jaïs sont arrêtés dans la nuit du 5 au 6 décembre 1942. Lui en sort le 11 décembre en liberté provisoire et se trouve parmi les 28 à être traduits en cour martiale, déférés ensemble le 22 décembre devant le Tribunal militaire permanent d'Alger, juridiction d'exception du gouvernement de Vichy qui restera en fonction jusqu'en février 1943. Après l'abandon des poursuites judiciaires, consécutif à l'intervention armée en audience d'un détachement militaire des forces alliées alertées par les requêtes insistantes d’Annie Ruff, Florence Atlan, Myriam Dechezelles et d’autres femmes de résistants, ils sont alors tous relâchés sur place.
 L’engagement et la conscription étant rétablis pour former des troupes, rejoindre leurs unités va être compliqué pour les résistants, la loi du 3 octobre 1940 restant en vigueur (elle sera abolie en mai 1943 avec les autres lois de Vichy, le rétablissement du décret Crémieux étant repoussé jusqu'en octobre 1943).

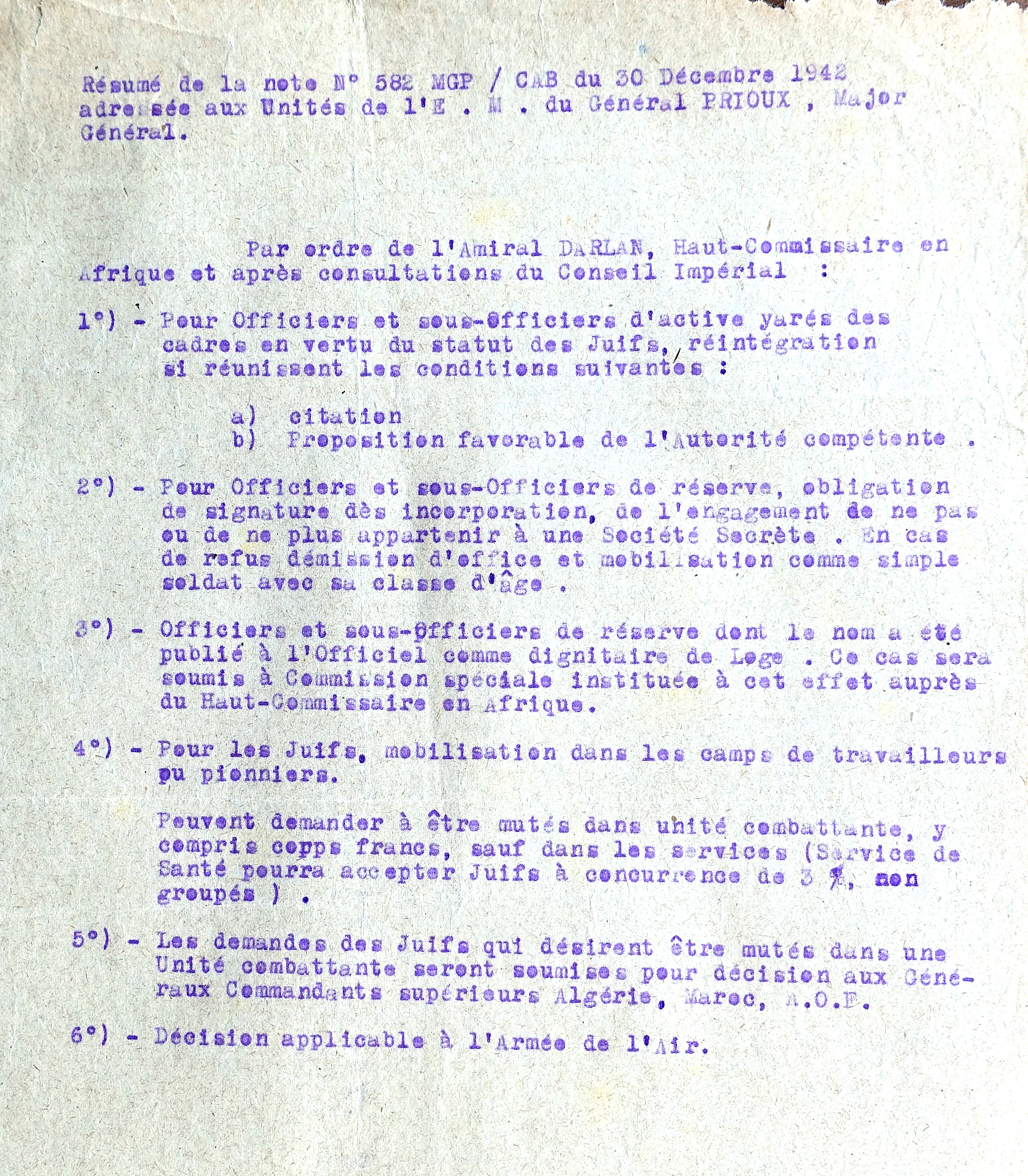
Résumé de la Note 582 MGP-CAB du 30 décembre 1942 adressée aux unités de l'État Major, du général Prioux, Major général, (par ordre de l'amiral Darlan, et après consultation du Conseil Impérial)

 Le Haut-commissariat de France en Afrique, présidé par l'amiral Darlan avant de devenir le Commandement en chef français civil et militaire sous l'autorité du général Giraud, édicte encore plusieurs dispositions réglementaires, discriminatoires successives dans le recrutement de l’armée française, du 16 novembre 1942 au 15 mars 1943, pour continuer d’exclure les juifs et les francs-maçons militaires d'active et de réserve, en les versant aux troupes coloniales, en les affectant à des "compagnies de pionniers" dans des camps de travail aux conditions de vie très dures, dans le sud algérien (à Laghouat (pour les Aboulker ou à El Meridj pour Émile Atlan), ou "afin qu'ils ne puissent pas se prévaloir en bloc par la suite du titre d'anciens combattants, et de ne pas préjuger de leur futur statut". Mais ces camps d'internement, desquels certains s’échapperont pour rejoindre les corps-francs et des unités combattantes, seront officiellement fermés par la suite, le 28 avril 1943.
 Paul Ruff est rappelé dès le 22 décembre 1942 et envoyé au dépôt annexe du 1er Zouave, au camp de Chéraga, où se trouvent des bataillons de pionniers et une "compagnie de travailleurs israélites". Il en sort le 28 mars 1943, détaché à l'État-major, à la Direction de la Sécurité Militaire, mais "refusant d'être un aryen d'honneur" il retrouve au début octobre 1943, son affectation dans la DCA, au 16e Groupe de Forces Terrestres Antiaériennes. Promu le 3 mars 1944 par le Comité Français de la Libération Nationale (gaulliste), lieutenant à titre temporaire, il embarque avec son unité le 6 octobre 1944 de Mers-el-Kébir pour Marseille, remonte participer avec l'Armée d'Afrique à la bataille de Belfort du 16 au 27 novembre 1944, puis sur le front d'Alsace jusqu'au 14 décembre 1944.
 Il est alors détaché à l'Armée Atlantique au 14 avril 1945, à Marennes et La Rochelle jusqu'au 30 avril et en appui du débarquement d'Oléron le 1er mai 1945 pour la réduction de la poche de Royan, avant d’être envoyé en juillet dans les troupes d’occupation en Allemagne et démobilisé le 1er septembre 1945.

### Professeur agrégé de mathématiques
Agrégé en 1937, il donne des cours en 1938 au Lycée Carnot à Paris. En 1939, une bourse annuelle du fonds Arconati-Visconti lui est accordée par la faculté des Sciences pour travailler à une thèse sur les probabilités, que la déclaration de guerre va interrompre. De retour à Alger après la débâcle, nommé au rectorat et chargé le 19 septembre 1940 d'enseigner les mathématiques à la rentrée au lycée de Garçons d'Alger, il est suspendu le 19 novembre 1940, et participe à la création d'établissements scolaires privés rapidement ouverts pour accueillir les élèves, lycéens, étudiants et professeurs juifs exclus de l'enseignement public, auxquels il donne aussi des cours. Sa réintégration comme professeur agrégé, suivant un arrêté du nouveau gouverneur général de l'Algérie, le général Catroux, n'interviendra que le 15 juin 1943 contresignée par  le même recteur de l'académie d'Alger qui l'avait exclu deux ans et demi auparavant.
 À la fin de la guerre, pressenti comme chef de cabinet du ministre de l'Air, sans reprendre les travaux interrompus de sa thèse sur le calcul de probabilité, il reste à Paris, Annie continuant d'attendre le retour de sa famille déportée qui ne reviendra pas, et il choisit de revenir à l'Éducation nationale en 1945 comme professeur de mathématiques à Paris, au Lycée Voltaire, puis dans les classes de préparation aux grandes écoles des Lycées Jean-Baptiste-Say, Chaptal et Saint-Louis, jusqu'à sa retraite en 1976.
 Entretemps il rédigera avec Maurice Monge, ensembles et nombres pour les classes terminales de section mathématiques, et la formalisation de la relation de préordre en une fiche pédagogique accessible, familiarisant enseignants et élèves avec la théorie des ensembles, concourant activement à la réforme de l'enseignement dite des "mathématiques modernes".

### Syndicaliste de l'enseignement public
Dès 1947-48, il a été secrétaire général de 1947 à 1966, du Syndicat de l'enseignement de la région parisienne, le SERP, alors appellation de la section de la Seine de la FEN (qui regroupe elle-même le S.N.I et le SNES), puis constitue avec des militants proches des autonomes, une tendance F.O., mais lorsque celle-ci met fin à la double affiliation, il quitte F.O. après 1950, pour faire partie du comité de la Fédération de l'Éducation nationale autonome.
Militant déterminé, il est un acteur de premier plan dans plusieurs appareils syndicaux de l'enseignement public, fervent défenseur de l'indépendance de tendances autonomes et démocratiques. Le plus souvent en opposition dans les luttes internes avec la C.G.T. et la direction du P.C.F. à l'intérieur des commissions administratives nationales de la F.E.N. et du S.N.E.S. il va assumer des responsabilités importantes comme dirigeant tant sur le plan national qu'académique où il participe aussi aux formations des instituteurs aux mathématiques modernes, successivement membre de plusieurs bureaux et commissions nationales pendant plus de vingt ans, entre 1948 et 1969. Il a significativement contribué à l'élaboration des réflexions comme auteur ou participant à la rédaction d'articles de fond, tant dans la majorité que dans l'opposition avant de se retirer de la scène syndicale nationale en 1969, durement éprouvé par la disparition accidentelle en 1965, de leur fille unique Michèle tout récemment reçue au CAPES de mathématiques. Retraité, il continuera cependant à animer l'initiation à l'informatique et le jeu de bridge au Club des retraités de la MGEN dont Annie Ruff dirige le Centre de consultations médicales à Paris..

### engagé politiquement à gauche
Avec d'autres intellectuels qualifiés de gauchistes, animés d'idéaux socialistes acquis à la liberté de pensée et de parole, à la diffusion des connaissances, à l'humanisme, au rejet actif des oppressions et ségrégations telles que fascisme, impérialisme, totalitarisme, racisme et colonialisme, il est ouvert à l'internationalisme et aux différentes tentatives révolutionnaires, autogestionnaires ou libertaires, et depuis longtemps détaché du communisme orthodoxe et du PCF. Dans le contexte en 1956 de l'intervention soviétique à Budapest et de l'intervention Franco-Anglaise à Suez (il était opposé aux deux), il est un des fondateurs du Clado (Comité de Liaison et d'Action pour la Démocratie Ouvrière (une tribune libre des questions syndicales et des luttes ouvrières, réunissant des militants syndicalistes et politiques contre les impérialismes et les bureaucraties, et respectant les nuances politiques de ses membres en opposition avec les directions unitaires et figées du P.C.F et de la C.G.T., et où se retrouve aussi  Dechezelles, et  pour lequel il proposera La Commune comme titre du journal (sept parutions, entre avril 1957 et mars 1958; il en organisera aussi des réunions publiques) et celles de la revue Arguments.
Il participe de 1955 à 1957, au premier bureau (avec Pierre Lambert, Daniel Guérin, Yves Dechezelles, Laurent Schwartz, Madeleine Kahn, Elie Boisselier, Jean Cassou, Alexandre Hébert, Louis Houdeville, Yvonne Issartel, Guy Marty, Marceau Pivert, Daniel Renard, Robert Chéramy, Jean Rous, Geneviève Serreau, Marcel Valière) du Comité pour la libération de Messali Hadj, leader nationaliste algérien détenu.
Il fera partie des 45 premiers signataires de l’Appel à l’opinion, contre les attentats visant les syndicalistes de l’Union Syndicale des Travailleurs Algériens (La Vérité, 17 octobre 1957), éliminés par la mouvance du F.L.N. soutenue par le P.C.F. 
Il sera aussi l'un des 40 premiers à signer l'Appel pour une libération du mouvement ouvrier.
Et il rejoint comme nombre de ses amis anciens résistants, militants et intellectuels de la mouvance gauchiste, le P.S.U. fondé en 1960, et Michel Rocard
Le 13 février 1962, il prendra la parole au Père Lachaise, au nom de la F.E.N. pour dénoncer le fascisme et les plasticages, à un moment où des manifestants ont été tués.
Laissons la parole à ce silencieux, facilement taciturne, lucide avec un humour décapant, qui ne se payait pas de mots:
"Persuadé que pour chacun de nous, les instants décisifs sont le plus souvent strictement personnels et ne sont rien pour les autres, au mieux un chiffre dans une statistique. Même en se limitant aux faits généraux, ceux qui en ont subi directement l'impact n'en ont pas gardé le même souvenir que ceux qui, partiellement ou totalement, y ont échappé".
Plus de cinquante ans après, lui restait "le souvenir plutôt agréable d'une nuit un peu folle, où nous avons eu le sentiment un peu grisant de peser sur l'issue de la guerre, mais aussi une leçon appréciable sur ce que l'histoire enregistre, sur l'ingratitude, la vanité et la mesquinerie de certains grands hommes".
En ajoutant une citation de son camarade de lycée en 6e retrouvé pendant la guerre, Albert Camus:
" L'héroïsme est peu de chose, le bonheur est plus difficile."
Les complications d'une banale fracture à la suite d'une chute l'emportent à 87 ans le 16 octobre 2000, à Maisons-Laffitte.

## Sources  primaires
- José Aboulker, Dr André Morali-Daninos, Jacques Zermati, Mario Faivre, Stéphane Aboulker, Dr Raphäel Aboulker, Maurice Ayoun et Paul Ruff, « La part de la résistance française dans les événements de l’Afrique du Nord », Les Cahiers français, n°47, numéro spécial, août 1943, août 1943, p. 3-47
- Gabriel Esquer, 8 novembre 1942 jour premier de la libération, Éditions Charlot, 1946, 390 p., p.232
- Roger Carcassonne-Leduc et Gérard Linquier, 8 novembre 1942 La Première Victoire, Editions Louis Pariente, 2000, 279 p. (ISBN 2840590530), p.182
- Renée Pierre-Gosset, Expédients provisoires : Le coup d'Alger, Paris, Fasquelle Éditeurs, 28 février 1945, 432 p., p.200-214
- Le Maitron, Dictionnaire biographique du mouvement social français, notices: Paul Ruff, Pierre Jules Ruff, Paul Charles Ruff
- (en) George F. Howe, « Northwest Africa : Seizing the initiative in the West », 1993, p. 189

## Sources secondaires
- Christine Levisse-Touzé, L'Afrique du Nord dans la guerre 1939-1945, Éditions Albin Michel, 1998, 468 p. (ISBN 2-226-100695)
- Jacques Cantier, L'Algérie sous le régime de Vichy, Editions Odile Jacob, 2002, 417 p. (ISBN 2738110576)
- Jacques Attali, L'année des dupes Alger 1943, Paris, Fayard, 2019 (ISBN 9782213678283)